# 平和乡
平和乡，是中华人民共和国湖南省郴州市宜章县下辖的一个乡镇级行政单位。

## 行政区划
平和乡下辖以下地区：
平和村、城头村、月梅村、土桥村、李家塘村、鸡公坦村、丫溪村、黄田村、马阵村、杨柳村、水落岱村和田舍村。